# Боркович, Бранко
Бранко Боркович (хорв. Branko Borković, родился 14 марта 1961 в Пречно) — хорватский военный, бригадир Вооружённых сил Хорватии. Во время войны за независимость Хорватии — командир 204-й Вуковарской бригады. Известен под позывным «Молодой Ястреб» (хорв. Mladi Jastreb).

## Военная служба
Родился в Пречно, около города Иванич-Град. Окончил среднюю военную школу в Сараево, в 1986 году окончил техническое военное училище. В 1989 году женился на девушке по имени Ядранка. На воинской службе в Югославской народной армии находился до начала войны в Хорватии, после её развязывания вступил в Национальную гвардию Хорватии. Был заместителем Миле Дедаковича, командира 204-й бригады Национальной гвардии Хорватии, с сентября 1991 года.
На момент основания бригада насчитывала 1803 человека и действовала в районе общины Вуковар, в городах Вуковар и Илок и всех деревнях в окрестности. После введения позывных в бригаде Дедакович получил позывной «Ястреб», а Боркович — «Молодой Ястреб». Дедакович командовал бригадой во время первой фазы битвы за Вуковар до начала октября, пока его не перевели в Винковци. Боркович принял командование бригадой и стал последним командиром обороны Вуковара. После взятия Вуковара силами ЮНА Боркович отправился в Загреб, где его арестовали по приказу Йосипа Манолича и Йосипа Перковича, обвинив в попытке государственного переворота. Через три недели он был освобождён из тюрьмы и вернулся в состав 204-й бригады Национальной гвардии Хорватии. В отставку вышел по распоряжению президента Хорватии Франьо Туджмана, будучи командующим пехотой. С 1994 по 2001 годы — председатель Объединения ветеранов войны за независимость Хорватии.

## Политическая карьера
В 2003 году во время парламентских выборов в Хорватии Боркович значился под 14-м номером в партийном списке Хорватской крестьянской партии от 6-го избирательного округа, а в 2011 году шёл первым в партийном списке коалиции «Автономная хорватская крестьянская партия» — «Союз за перемены». В марте 2013 года назначен председателем Автохтонной хорватской крестьянской партии, заменив на этом посту Ясенко Стипаца.
В конце августа 2015 года выдвинул Интернет-петицию, требуя от президента Хорватии Колинды Грабар-Китарович и президента Хорватского демократического содружества Томислава Карамарко ввести в качестве официального приветствия в ВС Хорватии фразу «Za dom spremni», однако инициативу Борковича отклонили и Китарович, и Карамарко как провокационную.

## Вне деятельности
Боркович увлекается животноводством: он вывел породу «посавац», которая является родственником японских тягловых лошадей. Владелец предприятия «Slap-96». В начале 2012 года вошёл в Исполнительный комитет Фонда ветеранов войны за независимости Хорватии с мандатом на 4 года. Член исполнительных комитетов многих хорватских организаций, председатель наблюдательного комитета инвестиционного фонда «Velebit».